# Ледянка (Україна)
Ледя́нка — село в Україні, у Антонінській селищній громаді Хмельницького району Хмельницької області. Населення становить 229 осіб.

## Історія
У 1906 році село Тернавської волості Ізяславського повіту Волинської губернії. Відстань від повітового міста 38 верст, від волості 12. Дворів 202, мешканців 1254.
7 (20) листопада 1917 року, відповідно до.Третього Універсалу Української Центральної Ради, увійшло до складу Української Народної Республіки.
До 2020 року орган місцевого самоврядування — Ледянська сільська рада.
12 червня 2020 року, відповідно до розпорядження Кабінету Міністрів України № 727-р «Про визначення адміністративних центрів та затвердження територій територіальних громад Хмельницької області», увійшло до складу Антонінської селищної громади.
19 липня 2020 року, після ліквідації Красилівського району, село увійшло до Хмельницького району.

## Відомі особистості
В поселенні народився:
- Козельський Ян Домінікович (1954—2018) — український журналіст, публіцист, літературознавець, етнограф.

## Пам'ятки
Поблизу села знаходиться Ледянське заповідне урочище.